# Ургант Іван Андрійович
Іван Андрійович Ургант (нар. 16 квітня 1978, Ленінград, СРСР) — російський актор, шоумен, теле- і радіоведучий, співак, музикант, композитор, продюсер і сценарист, режисер. Ведучий програми «Вечірній Ургант» на російському Першому каналі. Був ведучим програми «Велика різниця по-українськи» на телеканалах ICTV (2009—2010), 1+1 (2011—2012), Інтер (2012—2013), Zoom (2015).
Виступає проти війни Росії з Україною.

## Життєпис
Народився 16 квітня 1978 року в Ленінград в сім'ї акторів Андрія Львовича Урганта і Валерії Іванівни Кисельової (1951—2015).
Онук акторів Ніни Ургант (1929—2021) і Лева Міліндера. Молода сім'я проіснувала недовго, всього рік після народження Івана. З малих років мріяв стати актором. Після розлучення батьків жив із матір'ю й вітчимом, ленінградським актором Дмитром Ладигіним..
Вчився в ленінградській ДМШ № 18, в Гімназії при ДРМ. Закінчив Санкт-петербурзьку академію театрального мистецтва. Під час навчання в академії Ургант разом з Алісою Фрейндліх в ДАВДТ ім. Товстоногова зіграв в спектаклі «Макбет», в якому він отримав роль стражника N12. Після здобуття акторської освіти Іван не став займатися театром як основною професією. В першу чергу молодій людині довелося заробляти гроші, тому спочатку він працював офіціантом, барменом, а потім і ведучим нічних шоу в клубах. У 1999 році Урганту вдалося отримати роботу на петербурзьких радіостанціях. Окрім цього він виступав і на телебаченні, вів програму «Петербурзький кур'єр» на П'ятому каналі. Надалі його чекав переїзд в Москву і продовження кар'єри на радіо — спочатку на «Русское радио», а потім на «Хіт FM». Через якийсь час Іван з'явився і на московському телебаченні, на каналі MTV. Він отримав запрошення на кастинг в той час, коли Ольга Шелест і Антон Комолов підшукували пару ведучих для спільної роботи на шоу «Бадьорий ранок».
Брав участь в телевізійній грі «Форт Байяр».
Телеведучий в програмі «Вечірній Ургант» на російському Першому каналі. Також часто веде церемонії вручення різних премій.
10 червня 2018 року отримав ізраїльське громадянство.
24 лютого 2022 року, після початку повномасштабного наступу Росії на Україну, Іван Ургант опублікував на своїй сторінці чорний квадарт із підписом: «Страх і біль. НІ ВІЙНІ». Відтоді щоденна програма «Вечірній Ургант» не виходила в ефір протягом більше місяця.

## Музика
Іван — музикант-мультиінструменталіст: грає на гітарі, фортепіано, акордеоні, блок-флейті і ударних.
Співецький голос — баритон.
У кінці 1990-х років виступав під псевдонімом Внуук. У 1999 році випустив альбом «Зірка», розроблений з Максимом Леонідовим. У 2011 році відновив співацьку кар'єру, виступає під псевдонімом «Grisha Urgant».
Також Ургант написав слова пісні «Йди за зірками», виконаною групою «Слот» спільно з Радисткою К@т (солістом альтернативної рок-групи RadioCat). Пізніше на пісню був знятий кліп.

#### Дискографія
- 1999 — «Зірка», разом з Максимом Леонідовим
- 2012 — «Estrada»

## Сім'я
- Батько — Андрій Львович Ургант (нар. 1956).
- Мати — Валерія Іванівна Кисельова (1951—2015).
- Брат — Григорій Андрійович Ургант (нар. 1978).
- Дід — Лев Максович Міліндер (1930—2005).
- Бабуся  — Ніна Миколаївна Ургант (1929—2021).
- Єдинокровна сестра Марія (нар. 1984)[13].
- Єдиноутробні сестри Валентина (нар. 1983) і Олександра (нар. 1988) Ладигіни.
- Перша дружина — Каріна Ургант (до шлюбу Авдєєва) (нар. 1974)[14][15].
- Незареєстрований шлюб з Тетяною Геворкян (нар. 1974), телеведучою «MTV Росія». Прожили разом майже 5 років.[15][16].
- Друга дружина — Наталія Автандилівна Кікнадзе (нар. 5 березня 1978), з якою Іван вчився в гімназії при Російському музеї в Санкт-Петербурзі[15].
  - пасинок Ніко (син Наталії від першого шлюбу; нар. 19 лютого 1997 року).
  - падчерка Еріка (дочка Наталії від першого шлюбу; нар. 18 серпня 2000 року).
  - дочка Ніна (нар. 15 травня 2008 року). Назвали на честь бабусі Івана, акторки Ніни Ургант.
  - дочка Валерія (нар. 21 вересня 2015 року). Назвали на згадку про матір Івана, акторки Валерії Кисельової.
- Прадід — Микола Андрійович Ургант, естонець, офіцер НКВС[17][18].

## Критичні відгуки
У квітні 2013 року під час телепрограми «Смак» Іван Ургант некоректно пожартував про український народ. Урганту підіграв його гість кінодраматург, художник, режисер і актор Олександр Адабаш'ян.
Ведучий сказав: 
|  | Я порубав зелень, як червоний комісар мешканців українського села. |

 Пізніше Ургант в іронічній формі попросив вибачення у своєму Twitter. 17 квітня в ефірі телепередачі «Вечірній Ургант» Іван просив публічні вибачення у жителів України за свій невдалий жарт сказавши, зокрема, що Україну він дуже любить.

## Телевізійна кар'єра

#### Передачі
- 1999 — «Петербурзький кур'єр» на П'ятому каналі.
- 2001 — «Велике кіно» на MTV Росія.
- 2001-2002 — «Бадьорий ранок» на MTV Росія. Співведуча — Ольга Шелест.
- 2002 — «Тотальне шоу» на MTV Росія.
- 2002-2004 — «Экспрессо» на MTV Росія. Співведуча — Тетяна Геворкян.
- 2003-2004 — «Народний артист» на Телеканалі «Росія». Співведуча — Фекла Толстая.
- 2004 — «Піраміда» на Телеканалі «Росія».
- 2005 — «Велика прем'єра» на Першому каналі.
- 2006 — «Весна з Іваном Ургантом» на Першому каналі.
- 2006 — «Одноповерхова Америка» на Першому каналі. Співведучі — Володимир Познер і Брайан Канн.
- 2006 — 2018 — «Смак» на Першому каналі.
- 2007 — «Цирк із зірками» на Першому каналі. Співведуча — Олександра Волковська.
- 2007-2008 — «Стінка на стінку» на Першому каналі. Співведучий — Олександр Цекало.
- 2007-2011 — «Чарівний світ Disney» на Першому каналі.
- 2008 — «Цирк» на Першому каналі.
- 2008-2012 — «Велика різниця» на Першому каналі. Співведучий — Олександр Цекало.
- 2008-2012, 2017 — теперішній час — « Прожекторперісхілтон» на Першому каналі. Співведучі: Гарік Мартиросян, Сергій Свєтлаков і Олександр Цекало.
- 2010 — «Тур де Франс» на Першому каналі. Співведучий — Володимир Познер.
- 2012 — теперішній час — «Вечірній Ургант» на Першому каналі. Співведучі (в різний час): Микола Куликов, Олександр Гудков, Олександр Олейніков, Дмитро Хрустальов.
- 2012 — «Їхня Італія» на Першому каналі. Співведучий — Володимир Познер.
- 2013 — «Германська головоломка» на Першому каналі. Співведучий — Володимир Познер.
- 2014 — «Англія загалом і зокрема» на Першому каналі. Співведучий — Володимир Познер.
- 2016 — «Єврейське щастя» на Першому каналі. Співведучий — Володимир Познер.
- 2016 — «Підмосковні вечори» на Першому каналі. Є продюсером і учасником першого випуску.
- 2017 — «У пошуках Дон Кіхоту» на Першому каналі. Співведучий — Володимир Познер.

#### Премії та ін.
- 2005-2007, 2009-2017 — «Пурпурові вітрила» — щорічне свято випускників шкіл в Санкт-Петербурзі. Ефір на П'ятому каналі.
- 2005-2007, 2009-2015 — премія Glamour «Жінка року». У 2005-2007 і в 2009-2014 — на СТС, в 2015 — на каналі Домашній.
- 2006, 2009 — «Міс Росія». У 2006 — на Першому каналі, в 2009 — на СТС.
- 2007 — премія «Кінонагороди MTV Росія-2007». Співведуча — Памела Андерсон.
- 2007 — премія «Гумор року» на Першому каналі. Співведучий — Олександр Цекало.
- 2007 — премія «Срібна калоша». Співведучий — Олександр Цекало.
- 2008 — Церемонія відкриття «Року сім'ї» на Першому каналі. Співведуча — Марія Шукшина.
- 2008, 2010 — «Премія МУЗ-ТБ». Співведуча — Ксенія Собчак.
- 2008-2016 — премія «Золотий грамофон» на Першому каналі.
- 2009-2016 — премія «GQ Людина року» на СТС.
- 31 грудня 2008 — «Олів'є-шоу. Проводи старого року» на Першому каналі. Співведучі: Гарік Мартиросян, Сергій Свєтлаков і Олександр Цекало.
- 1 січня 2009 — «Новорічна ніч на Першому каналі». Співведучі: Гарік Мартиросян, Сергій Свєтлаков і Олександр Цекало.
- 16 травня 2009 — «Євробачення» в Москві. Ефір на Першому каналі. Співведуча — Алсу.
- 2010, 2012 — «Міс Україна» на каналі Інтер.
- 2010 — Концерт «20 кращих пісень 2010 року» на Першому каналі. Співведучі: Олександр Цекало і Гарік Мартиросян.
- 2010-2012 — «Фестиваль пародій „Велика різниця“» на Першому каналі. Співведучий — Олександр Цекало.
- 2010-2012 — «Олів'є-шоу» на Першому каналі.
- 2011-2013 — «Viva! Найкрасивіші». 2011, 2013 — на каналі Інтер, 2012 — 1+1.
- 2011 — «Талісманія. Сочі-2014» на Першому каналі.
- 2011 — «Юрію Нікуліну — 90! Ювілейний вечір» на Першому каналі. Співведучий — Олександр Цекало.
- 2016 — Ювілейний вечір Олега Табакова на Першому каналі. Співведучий — Ігор Золотовицький.

Знімався в рекламі Actimel, МТС та Мегафон. Судив ігри Вищої ліги КВН.

## Фільмографія
1. 1998 — Жорсткий час — друг юної акторки
2. 1999 — Вулиці розбитих ліхтарів (Серія «Пастка для мамонта») — Коля Колесніков на прізвисько «Мамонт»
3. 2002 — Гроші — Іван
4. 2004 — 33 квадратні метри — орнітолог
5. 2005 — Від 180 і вище — Антон
6. 2006 — 1-й швидкий — Ілля
7. 2006 — Жесть — Ілля
8. 2006 — Неваляшка — коментатор
9. 2007 — Перший удома — камео
10. 2007 — Він, вона і я — Денис Ганін
11. 2007 — Троє і сніжинка — Гарік
12. 2008 — Чарівник — капітан Захаров
13. 2008 — Парадокс — друг Вадика
14. 2008 — Європа-Азія — Елвіс
15. 2010 — Ялинки — Борис
16. 2010 — Викрутаси — Даня
17. 2011 — Висоцький. Дякуємо, що живий — Сєва Кулагін
18. 2011 — Ялинки 2 — Борис
19. 2013 — Ялинки 3 — Борис
20. 2014 — Швидкий "Москва-Росія" — камео
21. 2014 — Ялинки 1914 — Борис
22. 2016 — Ялинки 5 — Борис
23. 2017 — Ялинки нові — Борис
24. 2017 — Міфи — Іван Ургант

### Озвучування
- 2006 — Змивайся! — Родді Джеймс (Г'ю Джекмен)
- 2008 — Особливо небезпечний — Беррі (Кріс Пратт)

## Театральні роботи
- Савва Васильков в спектаклі московського Театру імені Пушкіна «Шалені гроші»[21].

## Майстер-класи
- Майстер-клас в МДУ, Вища Школа Телебачення.

## Нагороди
- 2007 — Лауреат національної телевізійної премії за вищі досягнення в області телевізійного мистецтва ТЕФІ.
- 2009 — Лауреат національної телевізійної премії за вищі досягнення в області телевізійних мистецтв ТЕФІ у складі Прожекторперісхілтон.
- 2010 — Лауреат національної телевізійної премії за вищі досягнення в області телевізійного мистецтва ТЕФІ у складі Прожекторперісхілтон.
- 2014 — Лауреат премії «ТОП 50. Найзнаменитіші люди Петербургу» в номінації «ГЕГи року» за образ Гриші Урганта[22].
- 2014 — Лауреат національної телевізійної премії за вищі досягнення в області телевізійних мистецтв ТЕФІ в номінації «Кращий ведучий розважальної програми» як той, хто веде телепередачу «Вечірній Ургант»[23].
- 2015 — Лауреат національної телевізійної премії за вищі досягнення в області телевізійних мистецтв ТЕФІ в номінації «Кращий ведучий розважальної програми» як той, хто веде телепередачу «Вечірній Ургант»[24].
- 2016 — премія Kids Choice Awards («Кращий російський телеведучий»).
- 2016 — Лауреат національної телевізійної премії за вищі досягнення в області телевізійних мистецтв ТЕФІ в номінації «Кращий ведучий розважальної програми» як той, хто веде телепередачу «Вечірній Ургант».
- 2016 — Лауреат в номінації «Народний герой» премії журналу ОК![25].